# Порошин Михайло Агафонович
Михайло Агафонович Порошин (нар. 29 травня 1950, Олександрія, Кіровоградська область, УРСР) — радянський футболіст, виступав на позиції захисника та півзахисника.

## Життєпис
Народився в Кіровоградській області. Футболом почав займатися в олександрійської школі № 17, а пізніше в місцевій спортшколі. Перший тренер — Л. Монжос. Грав у юнацькій команді олександрійського «Шахтаря», після чого призваний на військову службу. Службу проходив у військах ППО, на Камчатці, під час служби виступав за команду Далекосхідного військового округу. Після демобілізації повернувся на батьківщину, виступав за олександрійський «Шахтар» в змаганнях колективів фізкультури, закінчив індустріальний технікум.
У 1973 році тренер кіровоградської «Зірки» Віктор Жилін запросив Порошина в команду з обласного центру. У Кіровограді молодий центральний захисник практично відразу став гравцем основи. У складі «Зірки» Порошин виступав до 1981 року, всього за команду провів понад 300 офіційних поєдинків, двічі ставав володарем Кубка УРСР. У 1982 році перейшов у черкаський «Дніпро», кольори якого захищав протягом двох сезонів, після чого завершив виступи на професійному рівні. Надалі деякий час грав за аматорський клуб «Радист» з Кіровограда.
Закінчив факультет фізвиховання Кіровоградського педагогічного інституту. Працював учителем фізкультури в кіровоградській школі № 18. Серед колишніх учнів — Анатолій Маткевич, Андрій Русол, Євген Коноплянка.

## Досягнення
- Кубок УРСР
  -  Володар (1): 1973, 1975

## Сім'я
Син — Андрій Порошин — також став професіональним футболістом. Виступав у чемпіонатах України, Молдови, Грузії, Росії та Латвії.